# سارة بوتير
سارة بوتير (11 يوليو 1961 - ) (بالإنجليزية: Sarah Potter) هي لاعبة كريكت بريطانية.

## وصلات خارجية
- سارة بوتير على موقع إي آس بي آن كريك إنفو (الإنجليزية)